# 棍布札布
棍布札布（羅馬化：Gombojav，1877年?—1939年），字继亭，蒙古族，博尔济吉特氏，卓索图盟土默特右翼旗人，清末蒙古贵族，人称“棍王”，中华民国大陆时期内蒙古政治人物。

## 生平
棍布札布是成吉思汗第二十九世孙，第三十二位继承人，光绪六年（1880年）袭卓索图盟土默特右翼旗扎萨克固山贝子，成为土默特右翼旗第十四任扎萨克。他曾为清朝贵胄法政学堂听讲员。历任正蓝旗蒙古副都统，镶白旗满洲副都统，郡王衔多罗贝勒。
中华民国成立后，他获封郡王，此外还历充蒙古王公联合会会员、民元国会参议院议员、约法会议议员。
1932年，棍布札布辞去郡王爵位，由其次子沁布多尔济袭爵。1933年，棍布札布赴南京任行政院顾问。
1939年，棍布札布逝世。
棍布札布的福晋于1939年8月逝世。棍布札布及其福晋的灵柩均停于北京柏林寺。1940年，地安门信诚杠房将二人灵柩运至如今的辽宁北票大黑山安葬。

## 家庭
- 曾祖父：玛尼巴达喇
- 父：索特那木色登
- 子：沁布多尔济（满洲国时的旗长）、宝音乌勒吉（蒙古军将领）